# 納米奧基鎮區 (伊利諾伊州麥迪遜縣)
納米奧基鎮區（英語：Nameoki Township）是位於美國伊利諾伊州麥迪遜縣的一個行政鎮區。

## 地方資料
根據2010年美國人口普查的數據，納米奧基鎮區的面積為69.30平方千米，當中陸地面積為56.80平方千米，而水域面積為12.50平方千米。當地共有人口12347人，而人口密度為每平方千米178.17人。